# Барун-Хемчицький кожуун
Барун-Хемчицький кожуун (тив.: Барыын-Хемчик кожуун) — район республіки Тива Російської Федерації. Центр — село Кизил-Мажалик. Офіційний сайт:
Розташований у західній частині Республіки Тива.

## Демографія та населені пункти
Найгустозаселеніший кожуун Тиви, чисельність населення станом на 2009 рік 12500 чоловік. Більша частина мешканців — тувинці. Адміністративний центр — село Кизил-Мажалик з населенням 5300 чоловік, інші великі населені пункти Ерги-Барлик, Шекпеер. На території кожууна розташований друге за кількістю населення місто Тиви Ак-Довурак (перебуває у республіканському підпорядкуванні), яке розташоване від Кизил-Мажалика на відстані 4 км. Вони розділені річкою Хемчик та мостом.
До складу кожууна входить 9 сільських поселень:
- Кизил-Мажалик
- Ак
- Акси-Барлик
- Аянгати
- Барлик
- Бижиктиг-Хая
- Ергі-Барлик
- Хонделен
- Шекпеер

## Річки
Найважливіша річка — Хемчик з притокою Барлик.

## Економіка
Сфера послуг, торгівля, харчова промисловість, вирощування зернових, тваринництво, овочівництво.

## Транспорт
Автодороги зв'язують кожуун з Хакасією, Бай-Тайгинським, Монгун-Тайгинським та Дзун-Хемчикським кожуунами. Кизил-Мажалик є великим транспортним вузлом республіки.

## Пам'ятки
- «Бижиктиг-Хая» («Скеля з малюнками») — наскельні малюнки неподалік від села Бижиктиг-Хая на лівому березі р. Коп-Кежиг. На скелі є понад 300 петрогліфів бронзової доби — зображення биків, сцени полювання, а також велике (висотою 70 см) зображення орла, пір'я якого передано у найменших деталях. Також тут є висічена в скелі ніша із зображенням Будди, який сидить в оточенні хмар, драконів та птахів і датується 1358 роком.

- Кам'яна статуя Чингісхан (Кижи-Көжээ). Такі пам'ятки, що є частими у тувинському степу створювались у другій половині І тисячоліття до нашої ери. Серед них виділяється скульптурне зображення воїна недалеко від скель Бижиктиг-Хаю, яке в народі називають «Чингіс-Ханом», а прозорий кристал вважають його окам'янілою сльозою.

- Уттуг-Хая — гора своєрідної форми. Це рідкісне явище природи. Гора розташована на 27 кілометрі магістралі А162 Ак-Довурак — Кизил. На вершині гори, за певних умов можна побачити світло, яке пронизує гору. Майже на вершині гори є неприступна стіна висотою у 15 метрів, а біля основи цієї стіни — вхід шириною 5 та висотою 3,5 метри. Крізь всю стіну на 23 метра протягується хід висотою 6 метрів. З протилежної сторони така ж стіна. Уттуг-Хая вважається священним місцем та місцем паломництва мешканців республіки.